# La Varde

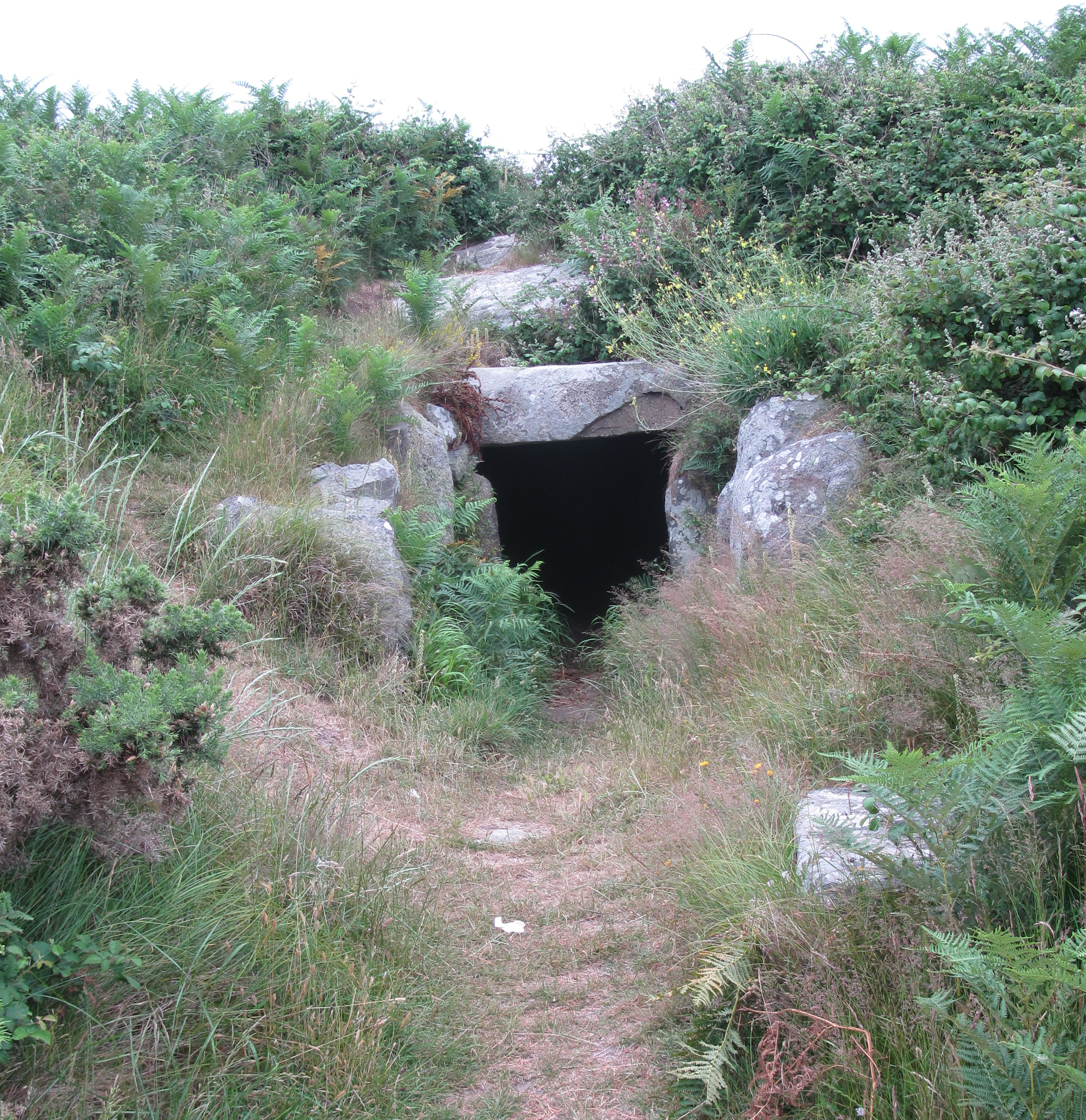
Wejście do grobowca

La Varde – neolityczny grobowiec korytarzowy położony na Guernsey. Jest największą konstrukcją megalityczną znajdującą się na wyspie.
Grobowiec został odkryty przypadkowo w 1811 roku przez żołnierzy wznoszących szańce. Ma 10 m długości i ponad 3 m szerokości w najszerszym miejscu. Składa się z jednej komnaty o wysokości około 2 m, z wejściem zorientowanym w kierunku wschodnim, rozszerzającej się stopniowo w głąb. U jej północno-zachodniego krańca znajduje się mniejsze, owalne pomieszczenie. Kamienie wspornikowe komory podtrzymują potężne głazy stropowe, z których największy waży ponad 10 ton.
W 1837 roku Frederick Corbin Lukis przeprowadził wewnątrz grobowca prace archeologiczne, odnajdując liczne kości ludzkie (część pochodziła z pochówków ciałopalnych), ponad 150 fragmentów naczyń ceramicznych, a także wyroby kamienne i kościane. Dane stratygraficzne wskazują, że grobowiec był użytkowany przez długi czas, od środkowego neolitu do początku epoki brązu (3500–2000 p.n.e.).